# Sicarius utriformis
Sicarius utriformis là một loài nhện trong họ Sicariidae. S. utriformis được miêu tả năm 1877 bởi Butler.